# Rhopaliella bicolorata
Rhopaliella bicolorata là một loài bọ cánh cứng trong họ Cerambycidae.